# Gioi
Gioi är en ort och kommun i provinsen Salerno i regionen Kampanien i Italien. Kommunen hade 1 230 invånare (2017).